# Mopsea encrinula
Mopsea encrinula is een zachte koraalsoort uit de familie Isididae. De koraalsoort komt uit het geslacht Mopsea. Mopsea encrinula werd in 1816 voor het eerst wetenschappelijk beschreven door Lamarck. 